# Ветряная мельница (Мольча)
Ветряная мельница (бел. Ветраны млын) — деревянная ветряная мельница в Светлогорском районе Гомельской области Республики Беларусь. Единственная действующая мельница, памятник белорусского зодчества ХIX века. Датой постройки считается 1883 год. Мельница относится к голландскому типу с двумя жерновами.

## География
Расположена в Миколин Остров, в 4 км от посёлка Мольча.

## История
Образец сельской промышленной архитектуры XIX в. Использовался для помола муки и молотьбы круп. Является представителем ветряных мельниц шатрового (голландского) типа с 2 жерновыми позами (на жерновах можно рассмотреть клеймо Павлинского завода искусственных жерновов: 1848, 1878).
Точная дата строительства мельницы неизвестна, хотя в список памятников историко-культурных ценностей он включен с датировкой XIX в. В 1924 году мельницу приобрел крестьянин Савелий Николаевич Фоминок 1898 года рождения в Речице (90 км от деревни Ляды). В то время деревня входила в состав Речицкого уезда Гомельской губернии. Также известно, что мельница была куплена не новой, а уже некоторое время эксплуатировалась. После того, как мельницу приобрели, она была перевезена и установлена на хуторе, примерно в двух километрах от деревни Ляды, где жила семья С. М. Фоминко и его брата, и где имелись все необходимые жилые и хозяйственные постройки. Размер земельного надела, которым владели хуторяне, 40 га. Всю работу на мельнице выполнял сам С. М. Фоминок, брат изредка помогал ему.
В 1930 году в период коллективизации мельницу, жилой дом и все хозяйственные постройки забрал колхоз. Документов на передачу мельницы колхоза нет, и в дальнейшем это сооружение на учете в колхозе не было. Сам С. М. Фоминок был сослан в Соловецкие лагеря, вернулся в 1935 году. Его жена с детьми были отправлены в Сибирь, вернулись в 1934 году. В 1937 году Савелий Фоминок снова был арестован и в 1938 году расстрелян. Реабилитирован в 1959 году.
В 1938 году колхозники разобрали мельницу, перевезли ее в деревню Ляды и установили на окраине. Сооружение было ориентировано загрузочным входом к деревне, а главным входом в противоположную сторону — на восток. К нему вела подъездная дорога. Хутор был оставлен, сейчас одеревенел.
Летом 1941 года во время боевых действий сгорела примерно половина деревни, но мельница осталась нетронутой. В 1960-х годах мельница была переведена на электрическую тягу. Местный колхоз пользовался им для помола муки до 1999 года.
В 1996 году ветряная мельница решением Жлобинского райисполкома была передана дочери С. Фоминка Анастасии Савельевне как наследнице. Когда фермер из Светлогорского района Владимир Быховцев увидел в Лядах старую мельницу, он решил перевезти ее к себе в агроусадьбу и «реанимировать». Узнав о трагической судьбе семьи мельника, Быховцев пообещал владелице не только восстановить мельницу, но и в память об ее отце установить камень с мемориальной доской.
В 2005 году из д. Ляды Жлобинского района перевезена на хутор Миколин Остров Светлогорского района, где была собрана в 2009 году. Находится в рабочем состоянии.

## Архитектура
Основной корпус, восьмигранный в плане, стоит на деревянном срубе со стороной 3,5 м мельница имеет два входа. Основной вход (для выгрузки муки) установлен на уровне верхнего венца основы. К нему подходило дощатое крыльцо с трех ступеней. Второй вход (для загрузки зерен) сделан с противоположной стороны на уровне нижнего венца основы.
Внутреннее пространство мельницы разделяется на 4 уровня: уровень входа — земля; уровень жерновов; уровень горизонтального колеса, передающего движение на верхние жернова; уровень горизонтального колеса, завершающего корпус мельницы.
Верхняя часть мельницы, которая поворачивается с помощью двух консолей, восьмиугольная. В ней находится горизонтальный вал с вертикальным колесом, приводящее в движение осевой вертикальный столб в корпусе мельницы. Накрыта мельница граненой скатной крышей. Общая высота постройки от уровня земли до конька крыши — 16 м.
Фундамент сделан из дубовых колод (местное название-штандарты). Восьмигранный в плане корпус стоит на срубе из 4-х венцов, рубленых в чистый угол. Венцы сруба достаточно грубо обтесаны по боковым кантам бревен. Основной материал конструкции сооружения (сруб, балки, элементы каркаса и кровли), а также обшивки — сосна. Конструктивные элементы корпуса (угловые брусья, раскосы, балки, горизонтальные связи) и кровли (стропила, затяжки) — брусья различного сечения. Механизм мельницы сделан также из сосны с использованием металла, а в элементах колес — твердых пород дерева (граб, дуб, клен). Жернова изготовлены из цельных камней. Обшита мельница березовыми досками.
Внутренние лестницы сделаны из досок. Двери дощатые, двустворчатые, открываются наружу. Каждое полотно держится на двух металлических петлях и петлях. Двери имеют диагональные запоры из полосы железа для того, чтобы закрывать их на замок.
В живописном уголке, среди не тронутой цивилизацией природы, в урочище Николин Остров недалеко от поселка Мольча находится единственная в Беларуси действующая ветряная мельница, которая является памятником деревянного зодчества XIX века.
Деревянная ветряная мельница относится к типу ветряных мельниц шатрового (голландского) типа с двумя жерновами. Датируется 1883 годом. В 1924 году ее купил в Речице крестьянин Савелий Фоминок и перевез в Жлобинский район. В 1930-м мельницу и жилой дом забрал местный колхоз. Фоминок был раскулачен и отправлен в Соловецкие лагеря, а после возвращения в 1938 году расстрелян. Колхозники мельницу разобрали и перевезли в деревню Ляды. Местный колхоз, переведя ее на электротягу, использовал мельницу по назначению до 1999 года.
И вот сегодня старая мельница является визитной карточкой агроусадьбы «Хутор Николин Остров».

## Ссылка
- Ветряная мельница.